# 日本動物園水族館協會
日本動物園水族館協會（日语：／ Nihon Dōbutsu-en Suizokukan Kyōkai）是总部位于日本东京都的一家動物園、水族館协会，会员包括日本国内的90个動物園、50个水族館。
2015年，该机构由于支持太地町海豚捕杀而被世界動物園和水族館協会除名，该机构随后决定禁止其会员单位从太地町购入海豚。